# Biblický pás (Nizozemsko)

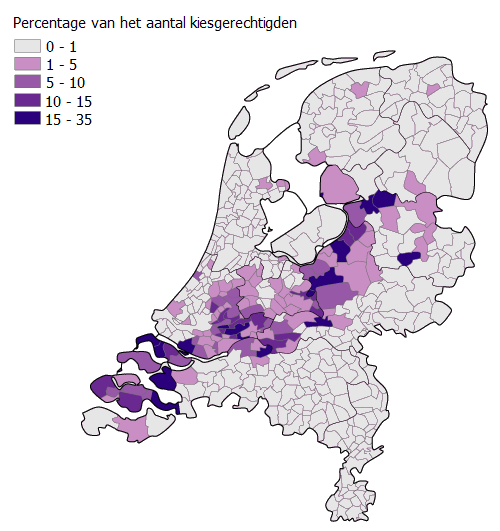
Pás území v Nizozemsku, kde v parlamentních volbách roku 2010 získala významný počet hlasů Státní reformní strana a který odpovídá nizozemskému Biblickému pásu

Biblický pás (nizozemsky De Bijbelgordel) je pás území v Nizozemsku, obývaný značným množstvím konzervativních protestantů. Táhne se od nizozemsko-německé hranice jihozápadním směrem až k hranici nizozemsko-belgické. Byl pojmenován po biblickém pásu ve Spojených státech. Obce v Biblickém pásu se vyznačují větším důrazem na tradiční hodnoty, odmítáním některých praktik většinové nizozemské společnosti (obrana práv homosexuálů, eutanazie, interrupce, atp.) a nadprůměrnou porodností.